# قرار مجلس الأمن التابع للأمم المتحدة رقم 1248
قرار مجلس الأمن التابع للأمم المتحدة رقم 1248، المتخذ بدون تصويت في 25 حزيران / يونيو 1999، بعد دراسة طلب جمهورية كيريباتي للانضمام إلى عضوية الأمم المتحدة، أوصى المجلس الجمعية العامة بقبول كيريباتي، وبذلك يصبح مجموع أعضاء الأمم المتحدة الأمم حتى 186.

## روابط خارجية
- نص القرار في undocs.org